# Шарлоттский проект
Проект Пойнтеровского института исследования проблем СМИ, реализованный в  издании газеты «Шарлотт Обзервер» в сотрудничестве с телевизионной станцией «WSOC-ТV»,  направленный на вовлечение гражданского общества в процесс голосования, а также на повышение доверия к политическим СМИ. Предпосылками к появлению подобного проекта стало массовое разочарование по результатам освещения предвыборной кампании в США 1988 г. Пойнтеровский институт  исследования проблем СМИ обнаружил взаимосвязь между снижением активности электората и падением тиража газет политической направленности. На тот момент политические СМИ находились в  тесной взаимосвязи с политиками, получая от них доступ к информации, в свою очередь, предоставляя канал коммуникации с электоратом. Однако  после 1988 года опросы, проводимые некоторыми изданиями, показали, что информация о ходе предвыборной кампании, предоставляемая политиками, далеко не всегда была интересна читателям. Людям важнее было узнавать о том, как политики могут решить их проблемы. Однако чаще всего политики уклонялись от сложных вопросов, касающихся экономики, здравоохранения  и др., чтобы не портить имидж во время предвыборной кампании.  Итогом стала широко распространенная политическая апатия граждан, что являлось серьёзной угрозой для демократии.  Избиратели не только не участвовали в избирательном процессе, но и не видели связи между помпезным содержанием кампании и сложными проблемами управления государством после выборов. Пресса находилась слишком близко к политическому процессу и слишком далеко от избирателей.  Организаторы шарлоттского проекта ставили перед собой задачу  переломить  ситуацию  политической апатии и определить интересы читателей  СМИ. К 1991 году Пойнтеровский институт сформировал программу проекта, призванного выстроить принципиально новые отношения между читателями и  политическими СМИ.
Принятая стратегия была достаточно проста:
- Основные пункты избирательных программ должны определять не кандидаты, а избиратели.
- Кандидаты должны держать ответ по существу этих пунктов.
- Привлекать читателей к участию освещения избирательной кампании, к оценке кандидатов и работы прессы.

Для реализации проекта была выбрана редакция газеты «Шарлотт Обзервер»: к тому моменту на счету редакции было четыре Пулитцеровских премии за освещение политических вопросов, у газеты была высокая репутация в стране.  В тот момент, когда проект был уже утвержден, на одном из семинаров института присутствовал заместитель редактора-распорядителя газеты «Шарлотт Обзервер»  Фостер Дэвис, предложивший институту сотрудничество в рассматриваемом проекте.
В основе проекта лежала  убежденность в том, что американская демократия зависит от информированного и активного электората и что одна из главных задач прессы - помочь общественности сказать свое слово с тем, чтобы эта система работала. На протяжении десятилетий кандидаты господствовали в избирательном процессе, исходя из того, что пресса будет реагировать на их действия предсказуемым образом.  Газета «Шарлотт Обзервер» решила изменить этот порядок. С этой целью она выступала от лица граждан, которые называли наиболее важные вопросы, требующие обсуждения в ходе кампании, и строила освещение кампании на базе этих приоритетных направлений. Таким образом, реагирующей стороной становились кандидаты, а не газета.

## Гражданская программа
В декабре 1991 года, когда план был принят, «Шарлотт Обзервер» начала работу по формированию гражданской предвыборной программы. Предполагалось создать минимальный вариант с возможностью добавления новых пунктов на более позднем этапе. Но для того чтобы в проект поверили, надо было, чтобы сами читатели решили, какие проблемы требуют обсуждения. Если бы газета предложила программу от себя, это было бы воспринято как рекламный трюк, рассчитанный на увеличение подписки. Газете надо было убедить читателей в своей решимости сделать их главными героями кампании. Для того чтобы точно определить пожелания граждан, силами компании «Кей-Пи-Си Рисерч» в декабре 1991 и январе 1992 года был проведен опрос 1003 взрослых респондентов.
Этот опрос обошелся газете и телестанции WSOC-ТУ в 18 тыс. долларов.
```
Проведенный опрос выполнил свои задачи:
```

- Он обеспечил достаточную репрезентативность избирателей.
- Он помог газете сформировать консультативный Совет граждан (ко всеобщему удивлению, участвовать в нем добровольно согласилось более 500 человек).

Так, в течение последующих пяти недель газета выходила с подборками материалов по проблемам, которые сочли важными читатели, увязывая эти проблемы с реальной жизнью. Позиции кандидатов важны в той степени, когда они помогают найти решения этих проблем. На главную сцену «Шарлотт Обзервер» вышли граждане со своими заботами. Убежденная в том, что результаты опроса действительно отражают важнейшие для граждан проблемы, редакция газеты была готова к переходу на новые формы сотрудничества с читателями. Для этого использовались следующие методы:
- Читателям предлагалось передавать в газету вопросы, которые будут использованы корреспондентами при проведении интервью.
- Читателей просили высказывать суждения о происходящих событиях и выступлениях кандидатов. Их высказывания использовались в корреспонденциях.
- Добровольцы из числа Совета граждан привлекались в качестве экспертов, когда нужно было получить комментарии к текущей информации.
- Газета почти полностью прекратила про водить опросы о шансах кандидатов, хотя цитировала результаты опросов, проводившихся другими организациями, отводя им скромную роль на своих страницах.
- Сложные проблемы были персонифицированы: газета просила читателей рассказать, как та или иная проблема сказывается на их повседневной жизни.

## Результаты
Шарлоттский эксперимент изменил не только принцип освещения избирательной кампании. Изменились фундаментальные представления о журналистике. Привлекая читателей к принятию решений о том, что и как освещать, редакторы в Шарлотте провели серьезные эксперименты с новыми формами общественной журналистики и пересмотрели традиционные отношения прессы с потребителями. Привлекая их к принятию решений, редакторы предложили новый, более доверительный тип отношений, при которых газета начала слушать читателей. С самого начала появились свидетельства положительного отношения читателей к сотрудничеству. В первых же интервью и опросах оказалось, что у читателей было что сказать газете, и они нашли своего слушателя.
Это поняли и кандидаты на выборные должности. На пресс-конференциях они отличали корреспондентов этой газеты. Как говорил руководитель проекта: «Мы для них теперь не просто газета. Мы — электорат». Поняли это и граждане. Когда избирательный штаб Дж. Буша не ответил на большинство вопросов газеты, направленных в Вашингтон накануне визита президента в Северную Каролину, «Шарлотт Обзервер» опубликовала полученные ответы и оставшиеся без ответа вопросы под крупным заголовком: «Вопросы читателей Бушу: на некоторые получены ответы». Очевидно, что организаторы кампании президента не рассчитывали на такую антирекламу.
На изучение эффективности совместного проекта Пойнтеровского института и газеты«Шарлотт Обзервер» были брошены значительные силы и средства. Они включали опросы общественного мнения, шесть встреч с представительными группами и бесчисленные беседы с редакторами, журналистами и читателями. И все же результаты этого исследования несовершенны. Даже самые изощренные инструменты социологического исследования могут только дать ключ к пониманию конечного результата, которое подсказано интуицией и опытом: читатели стали в большей степени вовлечены в политический процесс, используя для этого «Шарлотт
Обзервер».